# Saint-Vincent-de-Paul, Gironde
Saint-Vincent-de-Paul là một xã trong tỉnh Gironde, thuộc vùng hành chính Aquitanien của nước Pháp, có dân số là 1055 người (thời điểm 1999). Xã nằm giữa Bordeaux và Libourne, trong vùng Entre-Deux-Mers.

## Nhân khẩu học
| 1962 | 1968 | 1975 | 1982 | 1990 | 1999  |
| ---- | ---- | ---- | ---- | ---- | ----- |
| 617  | 670  | 635  | 758  | 963  | 1 055 |